# پالایش زیستی
پالایش زیستی (به انگلیسی Biorefining)، روند «پالایش» محصولات متعدد از زیست توده (biomass) است. در واقع در پالایش زیستی، از زیست توده به عنوان مواد اولیه یا مواد خام استفاده می‌شود. این فرایند بسیار شبیه به یک پالایشگاه نفت است. یک پالایشگاه زیستی (biorefinery)، مکانی مشابه پالایشگاه نفت است که از مراحل مختلف پردازش و واحدهای عملیاتی گوناگون و تجهیزات مربوطه تشکیل شده‌است تا محصولات زیستی مختلف از جمله سوخت، برق، و مواد شیمیایی را از زیست توده تولید کند.
زیست توده اجزای مختلفی از جمله لیگنین، سلولز، همی سلولز، مواد استخراجی و غیره را دربردارد. پالایشگاه زیستی می‌تواند با استفاده از خواص منحصر به فرد هر یک از اجزای زیست توده، وسیلهٔ تولید محصولات مختلف را فراهم نماید. محصولات زیستی گوناگون می‌توانند شامل فیبر، انواع سوخت‌ها، مواد شیمیایی، پلاستیک‌ها و غیره باشند.